# Vitória SC
Vitória Sport Clube, i Portugal känt som Vitória de Guimarães, är en portugisisk sportklubb från staden Guimarães (cirka 40 km nordöst om Porto), mest känd för sitt fotbollslag. Klubben startades år 1922.

## Meriter
- Portugisiska cupen - 1 gång, 2012-13
- Portugisiska supercupen - 1 gång, 1987-88

## Placering tidigare säsonger
| Säsong    | Nivå | Liga          | Placering | Referens | Notering |
| --------- | ---- | ------------- | --------- | -------- | -------- |
| 2010/2011 | 1    | Primeira Liga | 5         | [ 3 ]    |          |
| 2011/2012 | 1    | Primeira Liga | 6         | [ 4 ]    |          |
| 2012/2013 | 1    | Primeira Liga | 9         | [ 5 ]    |          |
| 2013/2014 | 1    | Primeira Liga | 10        | [ 6 ]    |          |
| 2014/2015 | 1    | Primeira Liga | 5         | [ 7 ]    |          |
| 2015/2016 | 1    | Primeira Liga | 10        | [ 8 ]    |          |
| 2016/2017 | 1    | Primeira Liga | 4         | [ 9 ]    |          |
| 2017/2018 | 1    | Primeira Liga | 9         | [ 10 ]   |          |
| 2018/2019 | 1    | Primeira Liga | 5         | [ 11 ]   |          |
| 2019/2020 | 1    | Primeira Liga | 7         | [ 12 ]   |          |
| 2020/2021 | 1    | Primeira Liga | 7         | [ 13 ]   |          |
| 2021/2022 | 1    | Primeira Liga | 6         | [ 14 ]   |          |
| 2022/2023 | 1    | Primeira Liga | 6         | [ 15 ]   |          |

## Spelare

### Nuvarande trupp
| Nr | Land      | Pos | Namn             |
| -- | --------- | --- | ---------------- |
| 2  | Portugal  | F   | Miguel Maga      |
| 3  | Venezuela | F   | Mikel Villanueva |
| 4  | Portugal  | F   | Tomás Ribeiro    |
| 5  | Portugal  | MF  | Marco Cruz       |
| 6  | Portugal  | MF  | Manu Silva       |
| 7  | Portugal  | A   | Nélson Oliveira  |
| 8  | Portugal  | MF  | Tomás Händel     |
| 9  | Venezuela | A   | Jesús Ramírez    |
| 10 | Portugal  | MF  | Tiago Silva      |
| 11 | Brasilien | A   | Kaio César (lån) |
| 13 | Portugal  | F   | João Mendes      |
| 14 | Kap Verde | MV  | Bruno Varela     |
| 15 | Spanien   | F   | Óscar Rivas      |

| Nr | Land      | Pos | Namn            |
| -- | --------- | --- | --------------- |
| 17 | Portugal  | MF  | João Mendes     |
| 18 | Kap Verde | A   | Telmo Arcanjo   |
| 20 | Portugal  | MF  | Samu            |
| 22 | Portugal  | F   | Alberto Costa   |
| 24 | Kroatien  | F   | Toni Borevković |
| 27 | Brasilien | MV  | Charles         |
| 28 | Portugal  | MF  | Zé Carlos       |
| 44 | Portugal  | F   | Jorge Fernandes |
| 47 | Portugal  | MV  | João Oliveira   |
| 71 | Brasilien | A   | Gustavo Silva   |
| 76 | Angola    | F   | Bruno Gaspar    |
| 77 | Portugal  | MF  | Nuno Santos     |
| 79 | Portugal  | A   | José Bica       |

### Svenska spelare
- Marco Ciardi
- Fredrik Söderström
- Alexander Östlund

## Övriga sektioner
Förutom fotboll har klubben även aktivitet i femton andra sporter. Graden av framgång varierar från spel i regionala ligor till vinster i portugisiska cupen och individuella segrar på internationell nivå.

### Volleyboll
Herrlaget har funnits kontinuerligt sedan 1998. Efter att sektionen återskapades gick den snabbt genom seriesystemet upp till Primeira Divisão. Klubben blev mästare 2007/2008 och vann cupen 2008/2009. Klubben spelar (2022) fortfarande i högsta serien och deltar ibland i tävlingar på Europanivå.
På damsidan bildades volleybollsektionen första gången 1976. Den var då relativt framgångsrik, med spel även på europeisk nivå, fram till 1987. Därefter dröjde det till 1998 innan sektionen återskapades, då på ungdomsnivå. Sedan 2020/2021 spelar seniorlaget i Primeira Divisão.